# Arvo Horm
Arvo Horm (bis zur Estnisierung der Personennamen 1935 Arnold Horn; * 25. Septemberjul. / 8. Oktober 1913greg. auf dem Gut Vastseliina, Livland; † 15. April 1996 auf der Insel Ornö vor Stockholm) war ein estnischer Wirtschaftswissenschaftler. Er war von Mitte der 1940er bis in die 1990er Jahre einer der prägenden Gestalten der estnischen Exil-Gemeinde in Schweden.

## Frühe Jahre
Arvo Horm wurde als Sohn von Peeter (1874–1946) und Amalie Horn/Horm (geb. Liiv, 1879–1954) im heutigen Kreis Võru in eine Grundschullehrer-Familie geboren. Livland gehörte bis zur Ausrufung der estnischen Unabhängigkeit 1918 zum Russischen Kaiserreich.
Er schloss 1932 das Gymnasium im südestnischen Võru ab und studierte von 1934 bis 1938 Wirtschaftswissenschaft an der Universität Tartu. Mit einem Stipendium ging er 1937 an die Universität Stockholm. Von 1937 bis zur Schließung 1940 war Horm als Assistent am Institut für Wirtschaftsrecht der Universität Tartu tätig. Während der sowjetischen Besetzung Estlands fand er 1940/41 eine Anstellung beim Volkskommissariat für Handel der Estnischen SSR. 1942/43 war er erneut an der Universität beschäftigt.

## Flucht nach Schweden
Während der deutschen Besetzung Estlands floh Horm 1943 mit einem Segelboot zunächst nach Finnland, später weiter nach Schweden. Mit einem Stipendium des schwedischen Außenministeriums konnte er an der Universität Stockholm weitere Studien betreiben.

## Eintritt für die Exil-Esten
Bereits kurz nach seiner Ankunft machte sich Horm als engagierter Organisator und einflussreicher Publizist in exil-estnischen Kreisen einen Namen.
Horm wurde Sekretär des vom ehemaligen estnischen Staats- und Regierungschef August Rei (1886–1963) geleiteten Estnischen Hilfskomitees (Eesti Abistamiskomitee) und organisierte die Ankunft und wirtschaftliche Unterstützung mehrerer tausend Flüchtlinge aus dem Baltikum in Skandinavien. 1943 gründete Horm die Baltische Humanistische Vereinigung wurde deren Generalsekretär. Gegenüber der schwedischen Öffentlichkeit wandte er sich scharf gegen die sog. „Baltenauslieferung“ von Esten, Letten und Litauern in die Sowjetunion, die während der nationalsozialistischen Besetzung des Baltikums auf Seiten der Deutschen gegen die Rote Armee gekämpft hatten.
1946 war Horm Mitbegründer des Estnischen Volksfonds (Eesti Rahvusfond) und dessen Generalsekretär, einer wichtigen wirtschaftlichen Unterstützung der exil-estnischen Gemeinschaft. Von 1947 bis 1949 war er Redakteur der Zeitschrift The Baltic Review. Horm war außerdem Mitbegründer weiterer wichtiger estnischer Exil- und Flüchtlingsorganisationen, darunter des Estnischen Komitees (Eesti Komitee) und der Estnischen Liberal-Demokratischen Vereinigung (Eesti Liberaal-Demokraatlik Koondis). Von 1948 bis 1996 war er Büroleiter des Estnischen Nationalrats (Eesti Rahvusnõukogu) und ab 1956 Sekretär des Baltischen Komitees (Balti Komitee). Gemeinsam mit August Rei organisierte Horm 1957 eine Propaganda-Reise in die USA und nach Kanada, um für die Belange der Exil-Esten zu werben. Von 1965 bis 1974 war Horm Mitherausgeber der Zeitschrift Mare Balticum. Von 1971 bis 1996 war Horm außerdem Redakteur der in Stockholm erscheinenden estnischen Exilzeitung Teataja, die vom Estnischen Komitee (Eesti Komitee) herausgegeben wurde. Horm gilt als Spitirus rector des Estnischen Hauses (Eesti Maja) in Stockholm. Er publizierte zahlreiche Schriften über Estland und die Esten.

## Anti-Kommunistisches Engagement
Gemeinsam mit dem schwedischen Abgeordneten Birger Hagård (1932–2013) war Horm in der anti-sowjetischen Organisation Östersjösällskap aktiv. Beide wurden zu Führungsfiguren der schwedischen Sektion der World Anti-Communist League.

## Mitglied der estnischen Exil-Regierung
Arvo Horm war während der sowjetischen Besetzung Estlands einer der aktivsten estnischen Exil-Politiker. Er war zwischen 1956 und 1992 Minister in allen Exil-Kabinetten der Republik Estland: Vom 10. September 1956 bis 1. Januar 1962 Minister im Kabinett Sikkar, vom 2. April 1963 bis 1. März 1964 geschäftsführender Außenminister im Kabinett Warma, vom 1. März 1964 bis 8. Mai 1971 Wirtschaftsminister im Kabinett Kint, vom 8. Mai 1971 bis 24. Juni 1977 Wirtschaftsminister und vom 24. August 1977 bis 20. Juni 1990 Minister im Kabinett Mark sowie vom 20. Juni 1990 bis 7. Oktober 1992 im Kabinett Penno.
Am 20. August 1990 erklärte Estland seine Loslösung von der Sowjetunion und die Wiederherstellung der staatlichen Unabhängigkeit. Am 5. Oktober 1992 trat das erste freigewählte estnische Parlament (Riigikogu) unter der neuen Verfassung zusammen. Am Folgetag trat der neu gewählte estnische Staatspräsident Lennart Meri sein Amt an. Einen Tag später erklärte der Leiter der estnischen Exilregierung, Heinrich Mark, in einer feierlichen Erklärung an die Abgeordneten des Parlaments die Übergabe seiner Vollmachten an die demokratisch gewählten Staatsorgane der Republik Estland.

## Privatleben
Arnold Horm war mit Maarja Horm (geb. Lehter) verheiratet. Das Paar hatte zwei Kinder: Die Tochter Anne-Mari (* 1942) heiratete den schwedischen Opernsänger Björn Asker (* 1941), der Sohn Peeter (* 1945) wurde wie sein Vater Wirtschaftswissenschaftler.